# On oublie le reste
«On oublie le reste» es una canción interpretada por la cantautora francesa Jenifer con la cantante australiana Kylie Minogue. Fue publicada el 9 de octubre de 2019, como el quinto y último sencillo del álbum de estudio de Jenifer de 2018, Nouvelle page. Contiene una interpolación del sencillo de Minogue «Can't Get You Out of My Head» (2001).

## Video musical
El videoclip fue publicado el 6 de diciembre de 2019 y muestra a Jenifer divirtiéndose bajo luces de neón en el colorido video, mezclando retro y futurismo y bailando al son del famoso “la la la” de «Can't Get You Out of My Cabeza». Minogue no aparece en el video.

## Posicionamiento
| Gráficas (2019)                                      | Pico de posición |
| ---------------------------------------------------- | ---------------- |
| Francia (Billboard French Digital Songs Sales Chart) | 9                |